# Danh sách tiểu hành tinh: 18801–18900
| Tên                 | Tên đầu tiên | Ngày phát hiện       | Nơi phát hiện                      | Người phát hiện           |
| ------------------- | ------------ | -------------------- | ---------------------------------- | ------------------------- |
| 18801 Noelleoas     | 1999 JO76    | 10 tháng 5 năm 1999  | Socorro                            | LINEAR                    |
| 18802 -             | 1999 JR76    | 10 tháng 5 năm 1999  | Socorro                            | LINEAR                    |
| 18803 Hillaryoas    | 1999 JH77    | 12 tháng 5 năm 1999  | Socorro                            | LINEAR                    |
| 18804 -             | 1999 JS77    | 12 tháng 5 năm 1999  | Socorro                            | LINEAR                    |
| 18805 Kellyday      | 1999 JX77    | 12 tháng 5 năm 1999  | Socorro                            | LINEAR                    |
| 18806 Zachpenn      | 1999 JX79    | 13 tháng 5 năm 1999  | Socorro                            | LINEAR                    |
| 18807 -             | 1999 JL85    | 14 tháng 5 năm 1999  | Socorro                            | LINEAR                    |
| 18808 -             | 1999 JP85    | 15 tháng 5 năm 1999  | Socorro                            | LINEAR                    |
| 18809 Meileawertz   | 1999 JP86    | 12 tháng 5 năm 1999  | Socorro                            | LINEAR                    |
| 18810 -             | 1999 JF96    | 12 tháng 5 năm 1999  | Socorro                            | LINEAR                    |
| 18811 -             | 1999 KJ1     | 18 tháng 5 năm 1999  | Đài thiên văn Zvjezdarnica Višnjan | K. Korlević               |
| 18812 Aliadler      | 1999 KT13    | 18 tháng 5 năm 1999  | Socorro                            | LINEAR                    |
| 18813 -             | 1999 KH15    | 20 tháng 5 năm 1999  | Socorro                            | LINEAR                    |
| 18814 Ivanovsky     | 1999 KJ17    | 20 tháng 5 năm 1999  | Anderson Mesa                      | LONEOS                    |
| 18815 -             | 1999 LT8     | 8 tháng 6 năm 1999   | Socorro                            | LINEAR                    |
| 18816 -             | 1999 LW25    | 9 tháng 6 năm 1999   | Socorro                            | LINEAR                    |
| 18817 -             | 1999 LF32    | 15 tháng 6 năm 1999  | Kitt Peak                          | Spacewatch                |
| 18818 Yasuhiko      | 1999 MB2     | 21 tháng 6 năm 1999  | Nanyo                              | T. Okuni                  |
| 18819 -             | 1999 NK8     | 13 tháng 7 năm 1999  | Socorro                            | LINEAR                    |
| 18820 -             | 1999 NS9     | 13 tháng 7 năm 1999  | Socorro                            | LINEAR                    |
| 18821 Markhavel     | 1999 NW9     | 13 tháng 7 năm 1999  | Socorro                            | LINEAR                    |
| 18822 -             | 1999 NL19    | 14 tháng 7 năm 1999  | Socorro                            | LINEAR                    |
| 18823 Zachozer      | 1999 NS20    | 14 tháng 7 năm 1999  | Socorro                            | LINEAR                    |
| 18824 Graves        | 1999 NF23    | 14 tháng 7 năm 1999  | Socorro                            | LINEAR                    |
| 18825 Alicechai     | 1999 NO23    | 14 tháng 7 năm 1999  | Socorro                            | LINEAR                    |
| 18826 Leifer        | 1999 NG24    | 14 tháng 7 năm 1999  | Socorro                            | LINEAR                    |
| 18827 -             | 1999 NA26    | 14 tháng 7 năm 1999  | Socorro                            | LINEAR                    |
| 18828 -             | 1999 NT27    | 14 tháng 7 năm 1999  | Socorro                            | LINEAR                    |
| 18829 -             | 1999 NE30    | 14 tháng 7 năm 1999  | Socorro                            | LINEAR                    |
| 18830 Pothier       | 1999 NZ35    | 14 tháng 7 năm 1999  | Socorro                            | LINEAR                    |
| 18831 -             | 1999 NP37    | 14 tháng 7 năm 1999  | Socorro                            | LINEAR                    |
| 18832 -             | 1999 NV42    | 14 tháng 7 năm 1999  | Socorro                            | LINEAR                    |
| 18833 -             | 1999 NT53    | 12 tháng 7 năm 1999  | Socorro                            | LINEAR                    |
| 18834 -             | 1999 NN55    | 12 tháng 7 năm 1999  | Socorro                            | LINEAR                    |
| 18835 -             | 1999 NK56    | 12 tháng 7 năm 1999  | Socorro                            | LINEAR                    |
| 18836 Raymundto     | 1999 NM62    | 13 tháng 7 năm 1999  | Socorro                            | LINEAR                    |
| 18837 -             | 1999 NY62    | 13 tháng 7 năm 1999  | Socorro                            | LINEAR                    |
| 18838 Shannon       | 1999 OQ      | 18 tháng 7 năm 1999  | Ondřejov                           | L. Šarounová, P. Kušnirák |
| 18839 Whiteley      | 1999 PG      | 5 tháng 8 năm 1999   | Reedy Creek                        | J. Broughton              |
| 18840 Yoshioba      | 1999 PT4     | 8 tháng 8 năm 1999   | Nanyo                              | T. Okuni                  |
| 18841 Hruška        | 1999 RL3     | 6 tháng 9 năm 1999   | Kleť                               | J. Tichá, M. Tichý        |
| 18842 -             | 1999 RB22    | 7 tháng 9 năm 1999   | Socorro                            | LINEAR                    |
| 18843 Ningzhou      | 1999 RK22    | 7 tháng 9 năm 1999   | Socorro                            | LINEAR                    |
| 18844 -             | 1999 RU27    | 8 tháng 9 năm 1999   | Đài thiên văn Zvjezdarnica Višnjan | K. Korlević               |
| 18845 Cichocki      | 1999 RY27    | 7 tháng 9 năm 1999   | Črni Vrh                           | H. Mikuž                  |
| 18846 -             | 1999 RB28    | 8 tháng 9 năm 1999   | Kleť                               | Kleť                      |
| 18847 -             | 1999 RJ32    | 9 tháng 9 năm 1999   | Đài thiên văn Zvjezdarnica Višnjan | K. Korlević               |
| 18848 -             | 1999 RH41    | 13 tháng 9 năm 1999  | Socorro                            | LINEAR                    |
| 18849 -             | 1999 RK55    | 7 tháng 9 năm 1999   | Socorro                            | LINEAR                    |
| 18850 -             | 1999 RO81    | 7 tháng 9 năm 1999   | Socorro                            | LINEAR                    |
| 18851 Winmesser     | 1999 RP84    | 7 tháng 9 năm 1999   | Socorro                            | LINEAR                    |
| 18852 -             | 1999 RP91    | 7 tháng 9 năm 1999   | Socorro                            | LINEAR                    |
| 18853 -             | 1999 RO92    | 7 tháng 9 năm 1999   | Socorro                            | LINEAR                    |
| 18854 -             | 1999 RJ102   | 8 tháng 9 năm 1999   | Socorro                            | LINEAR                    |
| 18855 Sarahgutman   | 1999 RQ112   | 9 tháng 9 năm 1999   | Socorro                            | LINEAR                    |
| 18856 -             | 1999 RT116   | 9 tháng 9 năm 1999   | Socorro                            | LINEAR                    |
| 18857 Lalchandani   | 1999 RE117   | 9 tháng 9 năm 1999   | Socorro                            | LINEAR                    |
| 18858 Tecleveland   | 1999 RO117   | 9 tháng 9 năm 1999   | Socorro                            | LINEAR                    |
| 18859 -             | 1999 RM130   | 9 tháng 9 năm 1999   | Socorro                            | LINEAR                    |
| 18860 -             | 1999 RL133   | 9 tháng 9 năm 1999   | Socorro                            | LINEAR                    |
| 18861 Eugenishmidt  | 1999 RW166   | 9 tháng 9 năm 1999   | Socorro                            | LINEAR                    |
| 18862 Warot         | 1999 RE183   | 9 tháng 9 năm 1999   | Socorro                            | LINEAR                    |
| 18863 -             | 1999 RC191   | 11 tháng 9 năm 1999  | Socorro                            | LINEAR                    |
| 18864 -             | 1999 RQ195   | 8 tháng 9 năm 1999   | Socorro                            | LINEAR                    |
| 18865 -             | 1999 RQ204   | 8 tháng 9 năm 1999   | Socorro                            | LINEAR                    |
| 18866 -             | 1999 RA208   | 8 tháng 9 năm 1999   | Socorro                            | LINEAR                    |
| 18867 -             | 1999 RX223   | 7 tháng 9 năm 1999   | Catalina                           | CSS                       |
| 18868 -             | 1999 TD101   | 2 tháng 10 năm 1999  | Socorro                            | LINEAR                    |
| 18869 -             | 1999 TU222   | 2 tháng 10 năm 1999  | Socorro                            | LINEAR                    |
| 18870 -             | 1999 US13    | 29 tháng 10 năm 1999 | Catalina                           | CSS                       |
| 18871 Grauer        | 1999 VQ12    | 11 tháng 11 năm 1999 | Fountain Hills                     | C. W. Juels               |
| 18872 Tammann       | 1999 VR20    | 8 tháng 11 năm 1999  | Gnosca                             | S. Sposetti               |
| 18873 Larryrobinson | 1999 VJ22    | 13 tháng 11 năm 1999 | EverStaR                           | M. Abraham, G. Fedon      |
| 18874 Raoulbehrend  | 1999 VZ22    | 8 tháng 11 năm 1999  | Gnosca                             | S. Sposetti               |
| 18875 -             | 1999 VT39    | 11 tháng 11 năm 1999 | Kitt Peak                          | Spacewatch                |
| 18876 Sooner        | 1999 XM      | 2 tháng 12 năm 1999  | Oaxaca                             | J. M. Roe                 |
| 18877 Stevendodds   | 1999 XP7     | 4 tháng 12 năm 1999  | Fountain Hills                     | C. W. Juels               |
| 18878 -             | 1999 XD118   | 5 tháng 12 năm 1999  | Catalina                           | CSS                       |
| 18879 -             | 1999 XJ143   | 15 tháng 12 năm 1999 | Fountain Hills                     | C. W. Juels               |
| 18880 Toddblumberg  | 1999 XM166   | 10 tháng 12 năm 1999 | Socorro                            | LINEAR                    |
| 18881 -             | 1999 XL195   | 12 tháng 12 năm 1999 | Socorro                            | LINEAR                    |
| 18882 -             | 1999 YN4     | 28 tháng 12 năm 1999 | Socorro                            | LINEAR                    |
| 18883 Domegge       | 1999 YT8     | 31 tháng 12 năm 1999 | EverStaR                           | M. Abraham, G. Fedon      |
| 18884 -             | 1999 YE9     | 30 tháng 12 năm 1999 | Đài thiên văn Zvjezdarnica Višnjan | K. Korlević               |
| 18885 -             | 2000 AH80    | 5 tháng 1 năm 2000   | Socorro                            | LINEAR                    |
| 18886 -             | 2000 AN164   | 5 tháng 1 năm 2000   | Socorro                            | LINEAR                    |
| 18887 Yiliuchen     | 2000 AP181   | 7 tháng 1 năm 2000   | Socorro                            | LINEAR                    |
| 18888 -             | 2000 AV246   | 7 tháng 1 năm 2000   | Kitt Peak                          | Spacewatch                |
| 18889 -             | 2000 CC28    | 8 tháng 2 năm 2000   | Socorro                            | LINEAR                    |
| 18890 -             | 2000 EV26    | 9 tháng 3 năm 2000   | Socorro                            | LINEAR                    |
| 18891 Kamler        | 2000 EF40    | 8 tháng 3 năm 2000   | Socorro                            | LINEAR                    |
| 18892 -             | 2000 ET137   | 9 tháng 3 năm 2000   | Socorro                            | LINEAR                    |
| 18893 -             | 2000 GH1     | 2 tháng 4 năm 2000   | Starkenburg Observatory            | Starkenburg               |
| 18894 -             | 2000 GF42    | 5 tháng 4 năm 2000   | Socorro                            | LINEAR                    |
| 18895 -             | 2000 GJ108   | 7 tháng 4 năm 2000   | Socorro                            | LINEAR                    |
| 18896 -             | 2000 GN113   | 6 tháng 4 năm 2000   | Socorro                            | LINEAR                    |
| 18897 -             | 2000 HG30    | 28 tháng 4 năm 2000  | Socorro                            | LINEAR                    |
| 18898 -             | 2000 JX      | 1 tháng 5 năm 2000   | Socorro                            | LINEAR                    |
| 18899 -             | 2000 JQ2     | 3 tháng 5 năm 2000   | Đài thiên văn Zvjezdarnica Višnjan | K. Korlević               |
| 18900 -             | 2000 LD12    | 4 tháng 6 năm 2000   | Socorro                            | LINEAR                    |